# Борейці
Борейці (словен. Borejci) — поселення в общині Тишина, Помурський регіон, Словенія. Висота над рівнем моря: 197,5 м.